# Reset (zespół muzyczny)
Reset – kanadyjski zespół punkrockowy utworzony w Montrealu w Kanadzie założony przez osoby: Pierre Bouvier i Charles-André "Chuck" Comeau. Ich trasy koncertowe obejmowały tylko Kanadę i często jako support przed innymi wykonawcami. W 1997 Reset wydał swój pierwszy album "No worries" oraz nagrał teledysk do utworu "Why". W 2000 roku wydali kolejną płytę "No limits" z nowym członkiem zespołu Adrianem White. Do tego albumu zostały nagrane 3 klipy do utworów: "Pollution", Pressure" i "My Dream". 
Niedługo po sfilmowaniu "Pressure" Pierre odszedł z grupy i razem z Chuck'iem sformowali nową grupę pod nazwą Simple Plan. Przez kolejne 6 miesięcy David Desrosiers zajmował miejsce Pierre'a, po czym również przeszedł do Simple Plan.